# Stadsparken, Västerås

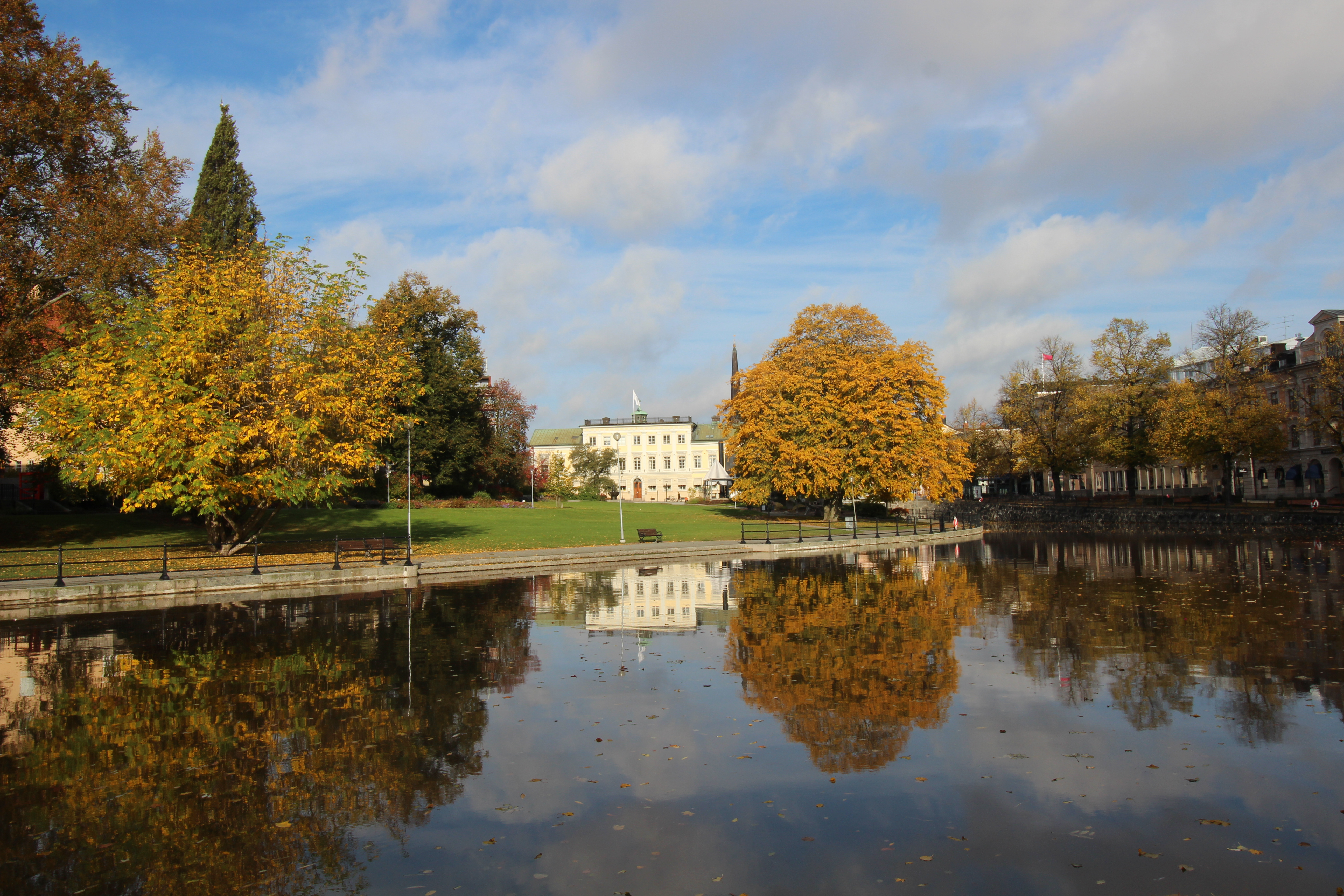
Höst i stadsparken. Sundinska huset i mitten av bilden

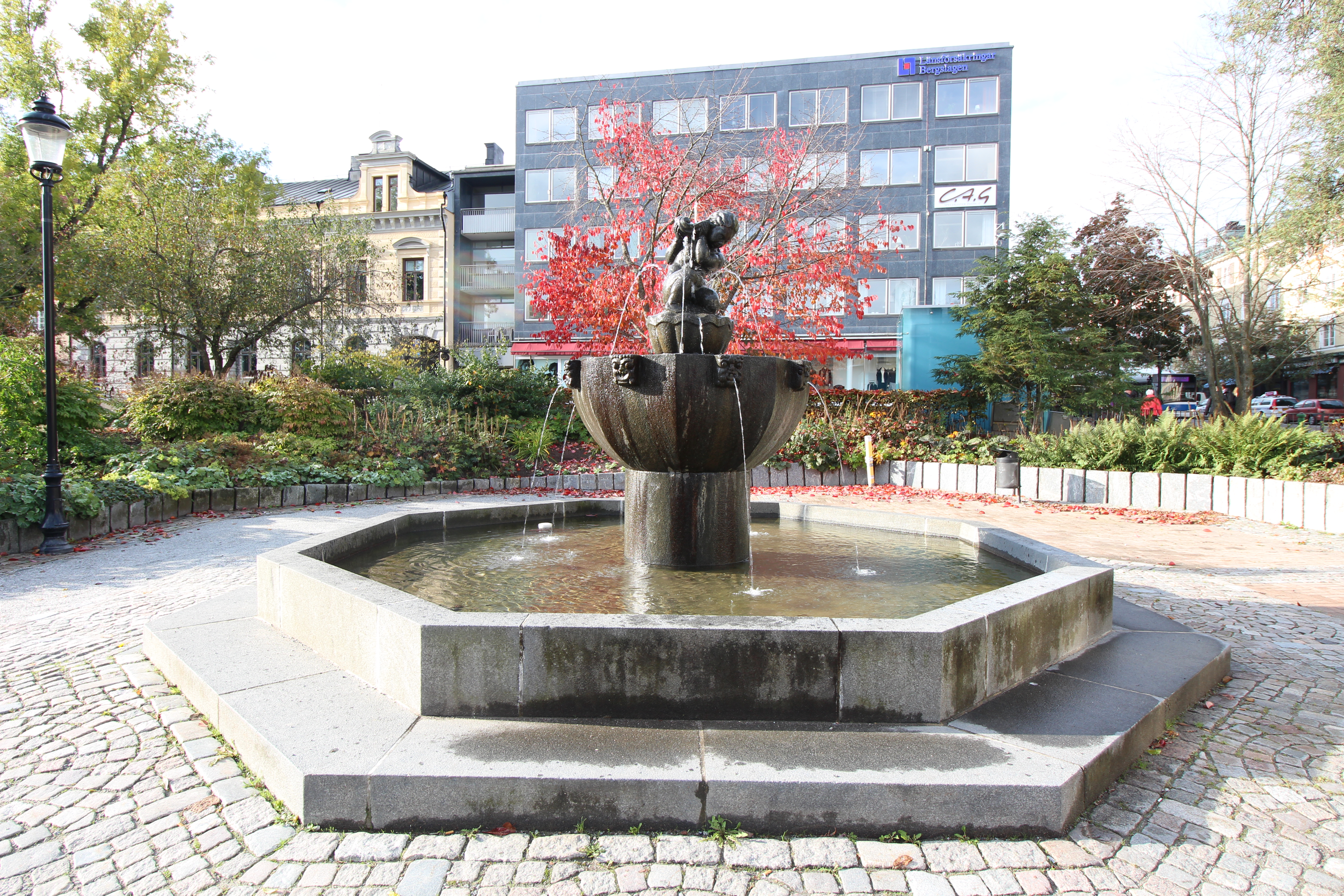
Skulpturen Vattenlek

Västerås stadspark i en parkstil från 1890-talet, är belägen i centrala Västerås. Parken är inramad av Storbron, Västerås teater, Slottsbron och turbinhuset samt Svartåns förlängning längst Fiskartorget och Västerås stadshus.

## Historia
Stadsparken tillkom 1871-94 på initiativ av tobaksfabrikör AT Sundin som ville snygga upp utsikten från sitt hus. Han köpte marken och rev de byggnader som fanns där och anlade därefter en promenadpark som han först kallade Sundinska parken. Parken skänktes till staden med villkoret att den inte skulle bebyggas, trots det uppfördes en mindre paviljong för servering sponsrad av Spritbolaget 1884. Tio år senare beslöts hela området bli stadspark, alla byggnader revs och platsen gjordes om till en tidstypisk promenadpark. 
Parken innehåller perennplanteringar och olika sorters träd, varav en del ovanliga som ginkgo, rostlönn och kaukasisk vingnöt.
Fontänkommittén skänkte 1919 skulpturen Vattenlek av Carl Elmberg, som ersatte den enkla springbrunn som fanns tidigare. Den placerades på gräsytan mitt i parken, men flyttades under ombyggnaden 1990 till nordvästra hörnet. Inför byggandet av en lekplats så genomfördes en arkeologisk antikvarisk undersökning, vilken kunde konstatera att området varit bebyggt sedan 1000-talet, eventuellt också sedan 900-talet.